# Saborski vritnjak Khuenu Héderváryju
Saborski vritnjak je naziv za događaj u kojem je za vrijeme velike rasprave, pravaški zastupnik Josip Gržanić, udario usred sabornice bana Károlyja Khuena Héderváryja nogom u stražnjicu.
Ban Khuen je svoj pritisak pojačavao, i na izboru i u akciji protiv nepogodnih pojedinih ličnosti. Nije prezao ni pred čim, a najmanje pred egzistencijalnim uništavanjem gdje stvara "zastrašujuće primjere". Potresno govori o tome i tragedija Davida Starčevića, kojega Khuenov režim ishitrenim procesom tjera na robiju. Khuen provocira da bi mogao zgodnije udariti, a presudni dvoboj se vodi sa Strankom prava 1885. godine radi takozvanih Neoregistrata acta, što ih je ban Jelačić preko Ivana Kukuljevića Sakcinskoga vratio u Zagreb kad je 1848. godine s vojskom zauzeo Budim.
U ljeto te godine ban Khuen dao je tajno otpraviti iz zemaljskog arhiva mnoštvo srednjovjekovnih i novovjekovnih spisa u Budimpeštu. Na to u listopadu dolazi u Saboru do dramatične rasprave o tim arhivalijama, u kojoj dr. Grga Tuškan daje prijedlog da se ban Khuen stavi pod optužbu zbog otimačine arhivskih spisa. Ban Khuen tada na saborskoj sjednici daje izjavu kako su ti spisi doista bili 35 godina u hrvatskom posjedu, "da li je to bio pošten posjed, kao što je to označio gospodin predgovornik, o tom bih ja podvojio". U taj mah nastala je u Saboru užasna buka kod oporbe i komešanje, gdje oporba nasrće prema vladinim klupama. Ban Khuen htio se udaljiti ali ga je narodni zastupnik David Starčević uhvatio dok ga je zastupnik Josip Gržanić snažno udario nogom u tur. Radi tog čina je taj senjski zastupnik dobio od svojih političkih istomišljenika malu čizmu na dar kao simbol i sjećanje.

## Pregled
U žustroj saborskoj raspravi 5. listopada 1885. godine, ban Khuen Héderváry opravdavao je nezakonito otuđenje važnih hrvatskih spisa koji su odneseni u Mađarsku. To su bili tzv. "Komorski spisi", koje je ljeti 1885. godine po noći, iz Hrvatskog arhiva otpremio u Budimpeštu. ↓1 S velikim nestrpljenjem se čekalo jesensko zasjedanje Hrvatskog sabora da se Khuena pita zašto je to učinio. Dana 5. listopada 1885. godine Khuen Héderváry se u jednom trenutku popeo za govornicu i stao govoriti o sudbini Komorskih spisa. Ali kada je rekao kako "on dvoji o poštenom posjedu Hrvatske na te spise", pravaški zastupnici su jednostavno pobješnjeli. Izbila je žestoka svađa i Héderváry je u jednom trenutku krenuo iz sabornice, ali David Starčević je rekao Josipu Gržaniću, kako ban ne smije samo tako izaći van pa je Gržanić krenuo za njim, izgurao ga iz sabornice i pritom ga udario nogom u stražnjicu. Na to je uslijedio i glasan povik Eugena Kumičića: "Narode! Tat je van izbačen! Ti si dobio zadovoljštinu!".
Poslije tih događaja David Starčević, Eugen Kumičić i Josip Gržanić bili su odmah pritvoreni. Khuenove pristaše su po svaku cijenu htjeli dokazati da nitko nije udario niti mogao udariti "preuzvišenoga gospodina bana". Ali pravaš Grga Tuškan u istražnom je zatvoru (10. listopada 1885. godine) izjavio: "Ja držim da je Preuzvišeni g. ban udaren nogom u rit". Grgi Tuškanu je nakon toga oduzeta doktorska titula kao i Davidu Starčeviću. Grga Tuškan je, 17. prosinca pušten iz zatvora. Poslije mu je skinut imunitet i pred Sudbenim stolom osuđen je na 2 godine zatvora, oduzet mu je akademski stupanj doktora i pravo odvjetničkoga rada, a kasnije Stol sedmorice smanjio mu je kaznu na 8 mjeseci zatvora. Josip Gržanić i David Starčević 18. prosinca 1885. godine osuđeni su na 3 mjeseca zatvora, a kasnije u kasacijskoj raspravi Stol sedmorice povisio im je kaznu na 5 mjeseci zatvora. Eugen Kumičić bio je oslobođen zbog toga što je državni odvjetnik na samoj glavnoj raspravi odustao od optužbe. Završetak suđenja popratili su žestoki prosvjedi.